# Sridhara
Sridhara war ein indischer Mathematiker des 9. Jahrhunderts.
Die Zeit seines Wirkens ergibt sich daraus, dass er von Aryabhata II. (10. Jahrhundert) zitiert wird und von Abhayadeva Suri (um 1050) und auf Mahavira verweist (9. Jahrhundert). Er war Hindu und möglicherweise in Bengalen oder Südindien geboren. Sonst ist wenig über ihn bekannt.
Es werden ihm die Werke Trisatika (auch Patiganitasara genannt) und Patiganita zugeschrieben und einige weitere Werke. Sie werden unter anderem von Bhaskara II. zitiert (um 1150). Die Pataganitasara ist eine kürzere Zusammenfassung der Patiganita. Die Patiganita ist in einem Exemplar erhalten (aus dem Kashmir). Sie ist in Versform abgefasst, gibt keine Beweise und ist nur unvollständig erhalten (die Pataganitasara gibt eine Zusammenfassung des Fehlenden). Behandelt werden unter anderem elementare Rechenoperationen (auch die Verwendung der Null) und das Ziehen von Quadratwurzeln und Kubikwurzeln, getrennt nach ganzen und rationalen Zahlen, Regeln für den Flächeninhalt einiger ebener Polygone, Formeln für Reihen und Anzahl von Kombinationen. Die Behandlung geschieht anhand der Lösung von Problemen aus den unterschiedlichsten Alltagsbereichen. Eingeleitet wird der Text durch die Behandlung von Maßen und Münzen. Der Text bricht mitten in der Behandlung des Inhalts von Polygonen ab.
Seine Behandlung der Lösung quadratischer Gleichungen ist aus einem verlorenen Werk über Algebra und nur über die Darstellung bei Bhaskara II. bekannt.